# Херо и Леандър
Херо (на старогръцки: Ἡρώ, Hērō) и Леандър (на старогръцки: Λέανδρος, Léandros) са герои от гръцката митология.
Херо е жрица на Афродита в Сестос на Хелеспонт. Нейният любим Леандър от Абидос преплува Хелеспонт, за да отиде при нея. При буря, лампата, която Херо поставила като пътеводител, изгасва и той се загубва в морето и се удавя. На другата сутрин Херо намира неговия труп и се хвърля от скала.